# Francesco Molinari
Francesco Molinari (Turín, 8 de noviembre de 1982) es un golfista italiano. Ganó la edición de 2018 del Abierto Británico de Golf, su primera gran victoria, y la primera gran victoria de un golfista profesional italiano. La victoria en el Abierto coronó una exitosa temporada en la que ganó el Campeonato Británico de la PGA, su sexta victoria en el PGA European Tour, y el Quicken Loans National, su primera victoria en el PGA Tour.
Molinari ha estado en el top 100 del Ranking Mundial de forma continua desde finales de 2008. Jugando con su hermano Edoardo, ganaron la Copa Mundial 2009, la única victoria de Italia en el evento. Molinari ganó el WGC-HSBC Champions en 2010 y ha representado a Europa en tres equipos ganadores de la Ryder Cup, en 2010,  2012 y 2018.

### Resultados en Majors
| Tournament            | 2007 | 2008 | 2009 |
| --------------------- | ---- | ---- | ---- |
| Masters Tournament    |      |      |      |
| U.S. Open             |      |      | T27  |
| The Open Championship | CUT  |      | T13  |
| PGA Championship      |      |      | T10  |

| Tournament            | 2010 | 2011 | 2012 | 2013 | 2014 | 2015 | 2016 | 2017 | 2018 |
| --------------------- | ---- | ---- | ---- | ---- | ---- | ---- | ---- | ---- | ---- |
| Masters Tournament    | T30  | CUT  | T19  | CUT  | 50   |      |      | T33  | T20  |
| U.S. Open             | CUT  | CUT  | T29  | CUT  | T23  | T27  |      | CUT  | T25  |
| The Open Championship | CUT  | CUT  | T39  | T9   | T15  | T40  | T36  | CUT  | 1    |
| PGA Championship      | T33  | T34  | T54  | T33  | T58  | T54  | T22  | T2   | T6   |

| Tournament            | 2019 | 2020 | 2021 | 2022 | 2023 | 2024 |
| --------------------- | ---- | ---- | ---- | ---- | ---- | ---- |
| Masters Tournament    | T5   | CUT  | 52   | CUT  | CUT  |      |
| PGA Championship      | T48  |      |      | T55  | CUT  | CUT  |
| U.S. Open             | T16  |      | T13  | CUT  | CUT  | T64  |
| The Open Championship | T11  | ND   | CUT  | T15  | CUT  | CUT  |

(LA) = Mejor Amateur
CUT = No pasó el corte
"T" = Empatado con otros
Ret. = Retirado
ND = No Disputado
Fondo verde indica victoria. Fondo amarillo, puesto entre los diez primeros (top ten).